# Campionato mondiale di street hockey 2013
Il 10º Campionato mondiale di street hockey, si tenne nel periodo fra il 2 e il 9 giugno 2013 in Canada, nella città di St'John's.
Il torneo è stato vinto dalla Slovacchia, la quale ha conquistato il suo terzo titolo sconfiggendo in finale la Republica Ceca per 2-1. La Canada, sconfiggendo la Portogallo per 7-3 ottenne la medaglia di bronzo.

## Gironi preliminari

### I Divisione

#### Girone A
| Pos. |            | PG | V | N | P | GF | GS | DR  | Pt | Accede a         |
| 1.   | Canada     | 4  | 4 | 0 | 0 | 26 | 5  | +21 | 8  | Semifinali       |
| 2.   | Slovacchia | 4  | 3 | 0 | 1 | 16 | 5  | +11 | 6  | Quarti di finale |
| 3.   | Grecia     | 4  | 2 | 0 | 2 | 12 | 6  | +6  | 4  | Quarti di finale |
| 4.   | Germania   | 4  | 1 | 0 | 3 | 8  | 26 | -18 | 2  |                  |
| 5.   | Pakistan   | 4  | 0 | 0 | 4 | 8  | 28 | -20 | 0  |                  |

#### Girone B
| Pos. |             | PG | V | N | P | GF | GS | DR  | Pt | Accede a         |
| 1.   | Portogallo  | 4  | 3 | 1 | 0 | 20 | 7  | +13 | 7  | Semifinali       |
| 2.   | Rep. Ceca   | 4  | 3 | 0 | 1 | 31 | 4  | +27 | 6  | Quarti di finale |
| 3.   | Stati Uniti | 4  | 2 | 0 | 2 | 28 | 13 | +15 | 4  | Quarti di finale |
| 4.   | Svizzera    | 4  | 1 | 1 | 2 | 21 | 15 | +6  | 3  |                  |
| 5.   | Francia     | 4  | 0 | 0 | 4 | 0  | 61 | -61 | 0  |                  |

## Fase ad eliminazione diretta

### Quarti di finale
| 7 giugno 2013 | Slovacchia | 6 – 1 (1-0; 4-1; 1-0) | Stati Uniti |  |

| 7 giugno 2013 | Rep. Ceca | 1 – 0 (0-0; 1-0; 0-0) | Grecia |  |

### Semifinali
| 8 giugno 2013 | Slovacchia | 4 – 3 (2-1; 1-1; 1-1) | Portogallo |  |

| 8 giugno 2013 | Rep. Ceca | 5 – 1 (2-0; 2-0; 1-1) | Canada |  |

### Finale 3º/4º posto
| 9 giugno 2013 | Canada | 7 – 3 (2-0; 1-2; 4-1) | Portogallo |  |

### Finale
| 9 giugno 2013 | Slovacchia | 2 – 1 (1-0; 1-0; 0-1) | Rep. Ceca |  |

## Graduatoria finale
| Pos | Squadra      |
| --- | ------------ |
|     | Slovacchia   |
|     | Rep. Ceca    |
|     | Canada       |
| 4   | Portogallo   |
| 5   | Stati Uniti  |
| 6   | Grecia       |
| 7   | Svizzera     |
| 8   | Germania     |
| 9   | Pakistan     |
| 10  | Francia      |
| 11  | Bermuda      |
| 12  | Italia       |
| 13  | Hong Kong    |
| 14  | Isole Cayman |
| 15  | Israele      |
| 16  | Regno Unito  |
| 17  | Armenia      |